# (32300) Uwamanzunna
(32300) Uwamanzunna est un astéroïde de la ceinture principale.

## Description
(32300) Uwamanzunna est un astéroïde de la ceinture principale. Il fut découvert le 24 août 2000 à Socorro par le projet LINEAR. Il présente une orbite caractérisée par un demi-grand axe de 3,06 UA, une excentricité de 0,08 et une inclinaison de 3,7° par rapport à l'écliptique.

## Compléments